# Andreas Kofler
Andreas Kofler (nascido em 17 de maio de 1984, em Innsbruck) é um saltador de esqui da Áustria. É membro da equipe nacional austríaca (ÖSV).
Nos Jogos Olímpicos de Inverno de 2006, em Turim, na Itália, Kofler conquistou a medalha de ouro no evento de pista longa por equipes, juntamente com Andreas Widhölzl, Martin Koch e Thomas Morgenstern. Além disso, conquistou a medalha de prata na pista longa individual.
No ano seguinte, conquistou mais um ouro no Campeonato Mundial de Esqui Nórdico de 2007 em Sapporo, no evento de pista longa por equipes. Ele também levou a medalha de ouro no evento por equipes no Campeonato Mundial de Voo de Esqui de 2008 em Oberstdorf.
Em 2010 conquistou a medalha de ouro na pista longa por equipes durante os Jogos Olímpicos de Vancouver.
Kofler reside atualmente em Telfes, no Tirol.